# Ридж (Нью-Йорк)
Ридж (англ. Ridge) — переписна місцевість (CDP) в США, в окрузі Саффолк штату Нью-Йорк. Населення — 13 271 особа (2020).

## Географія
Ридж розташований за координатами 40°54′5″ пн. ш. 72°53′7″ зх. д. / 40.90139° пн. ш. 72.88528° зх. д. (40.901497, -72.885405).  За даними Бюро перепису населення США в 2010 році переписна місцевість мала площу 34,46 км², з яких 34,22 км² — суходіл та 0,24 км² — водойми.

## Демографія
Згідно з переписом 2010 року, у переписній місцевості мешкало 13 336 осіб у 5714 домогосподарствах у складі 3526 родин. Густота населення становила 387 осіб/км².  Було 6235 помешкань (181/км²).
Расовий склад населення:
| - 90,8 % — білих - 4,9 % — чорних або афроамериканців - 1,8 % — азіатів - 0,2 % — корінних американців - 1,0 % — осіб інших рас |

До двох чи більше рас належало 1,3 %. Частка іспаномовних становила 5,6 % від усіх жителів.
За віковим діапазоном населення розподілялося таким чином: 18,8 % — особи молодші 18 років, 54,1 % — особи у віці 18—64 років, 27,1 % — особи у віці 65 років та старші. Медіана віку мешканця становила 48,2 року. На 100 осіб жіночої статі у переписній місцевості припадало 85,0 чоловіків;  на 100 жінок у віці від 18 років та старших — 80,9 чоловіків також старших 18 років.
Середній дохід на одне домашнє господарство  становив 81 513 долари США (медіана — 58 885), а середній дохід на одну сім'ю — 103 475 доларів (медіана — 85 323). Медіана доходів становила 60 276 доларів для чоловіків та 58 320 доларів для жінок. За межею бідності перебувало 6,4 % осіб, у тому числі 3,8 % дітей у віці до 18 років та 8,9 % осіб у віці 65 років та старших.
Цивільне працевлаштоване населення становило 5455 осіб. Основні галузі зайнятості: освіта, охорона здоров'я та соціальна допомога — 26,5 %, роздрібна торгівля — 12,5 %, науковці, спеціалісти, менеджери — 9,1 %, будівництво — 9,1 %.